# Trudy Leningradskogo Khimiko-Farmacevticheskogo Instituta
Trudy Leningradskogo Khimiko-Farmacevticheskogo Instituta (abreviado Trudy Leningradsk. Khim.-Farm. Inst.) es una revista científica con ilustraciones y descripciones botánicas es publicada en San Petersburgo desde el año 1958.